# Superliga de Turquía
La Superliga de Turquía (en turco: Süper Lig) es la máxima categoría del fútbol profesional en Turquía. Es organizada por la Federación Turca de Fútbol y se disputa desde 1959.
El campeonato turco fue la 10.ª mejor liga del mundo según el ranking oficial de la Federación Internacional de Historia y Estadística de Fútbol (IFFHS) en 2009 y la 8.ª en 2000.

## Sistema de disputa
La temporada se inicia en el mes de agosto y concluye en el mes de mayo, con un lapso de descanso entre los meses de diciembre y enero.
Los 20 clubes participantes deben completar 38 fechas. Los tres últimos clasificados de la tabla descienden de categoría y son sustituidos por los tres mejores de la segunda división.
El equipo campeón se clasifica a la fase de grupos de la Liga de Campeones de la UEFA, y el subcampeón también participa en ese torneo, con la condición de empezar desde la tercera ronda preliminar. El tercer y cuarto lugar califican a la Liga Europa Conferencia de la UEFA.
Además, el campeón de la Primera División portará en la temporada siguiente un símbolo en el medio del pecho.

## Historia

El logo del equipo campeón se luce en la parte delantera de la camiseta por la temporada siguiente.

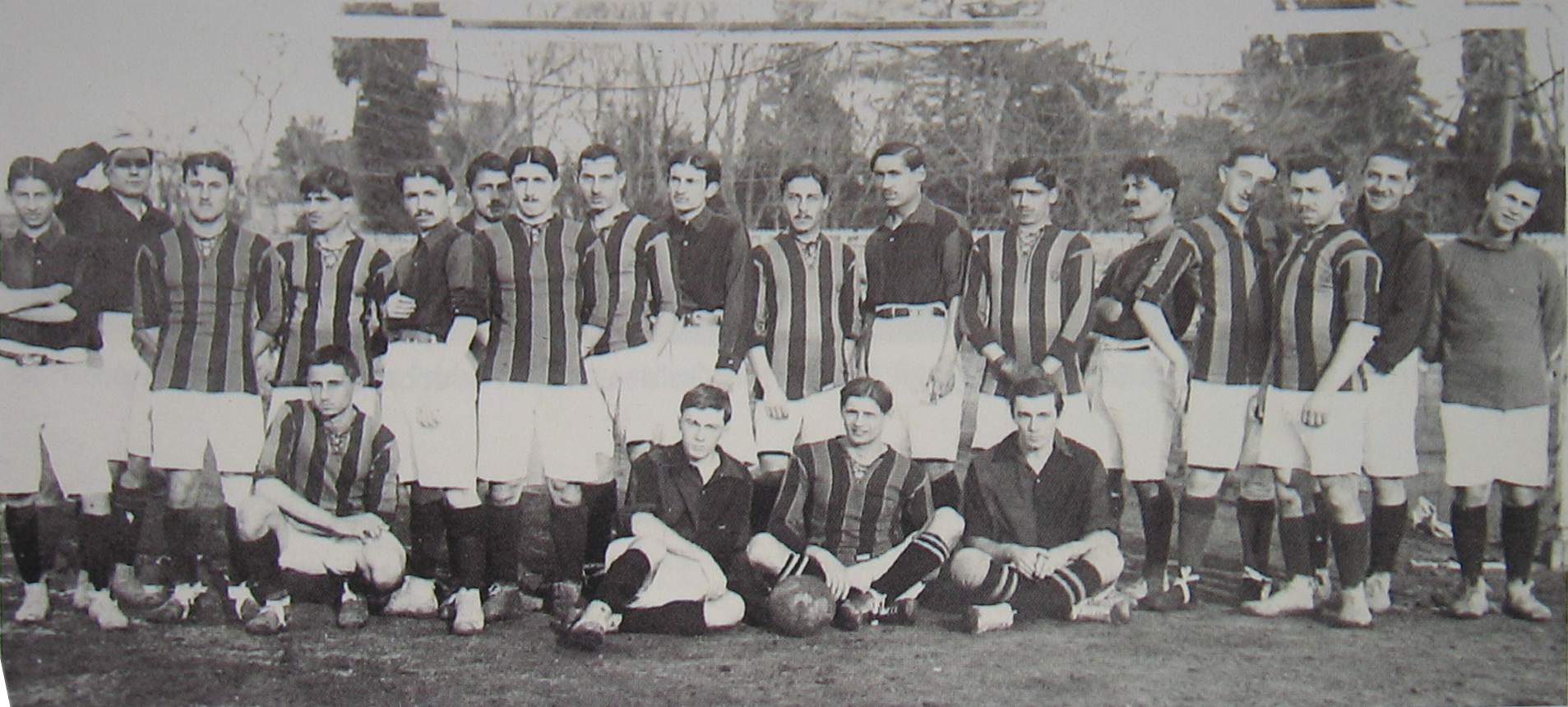
Partido entre Galatasaray y Fenerbahçe en la temporada 1913-14. Hasta la aparición de la Liga Nacional en 1959, solo había ligas regionales.

La llegada del fútbol a Turquía se remonta a finales del siglo XIX cuando los ingleses vivían temporalmente en Tesalónica (por ese entonces perteneciente al desaparecido Imperio otomano).
La primera competición que se tiene registro fue la Liga de Estambul, en la temporada 1904-05, siendo el Imogene FC el primer campeón. La competición tuvo severos cambios hasta la creación de la Milli Lig.
Entre la creación de la liga de fútbol de Estambul y la Milli Liga, existieron otras ligas de carácter ciudadano: Eskişehir (1920), Adana (1923), Ankara (1923), Esmirna (1923), Trebisonda (1923) y Kayseri (1936). Paralelamente se jugaba entre 1936 y 1950 la Milli Küme, competición entre clubes de Ankara, Estambul y Esmirna, y que fue el primer paso hacia la creación de un único campeonato nacional de liga.

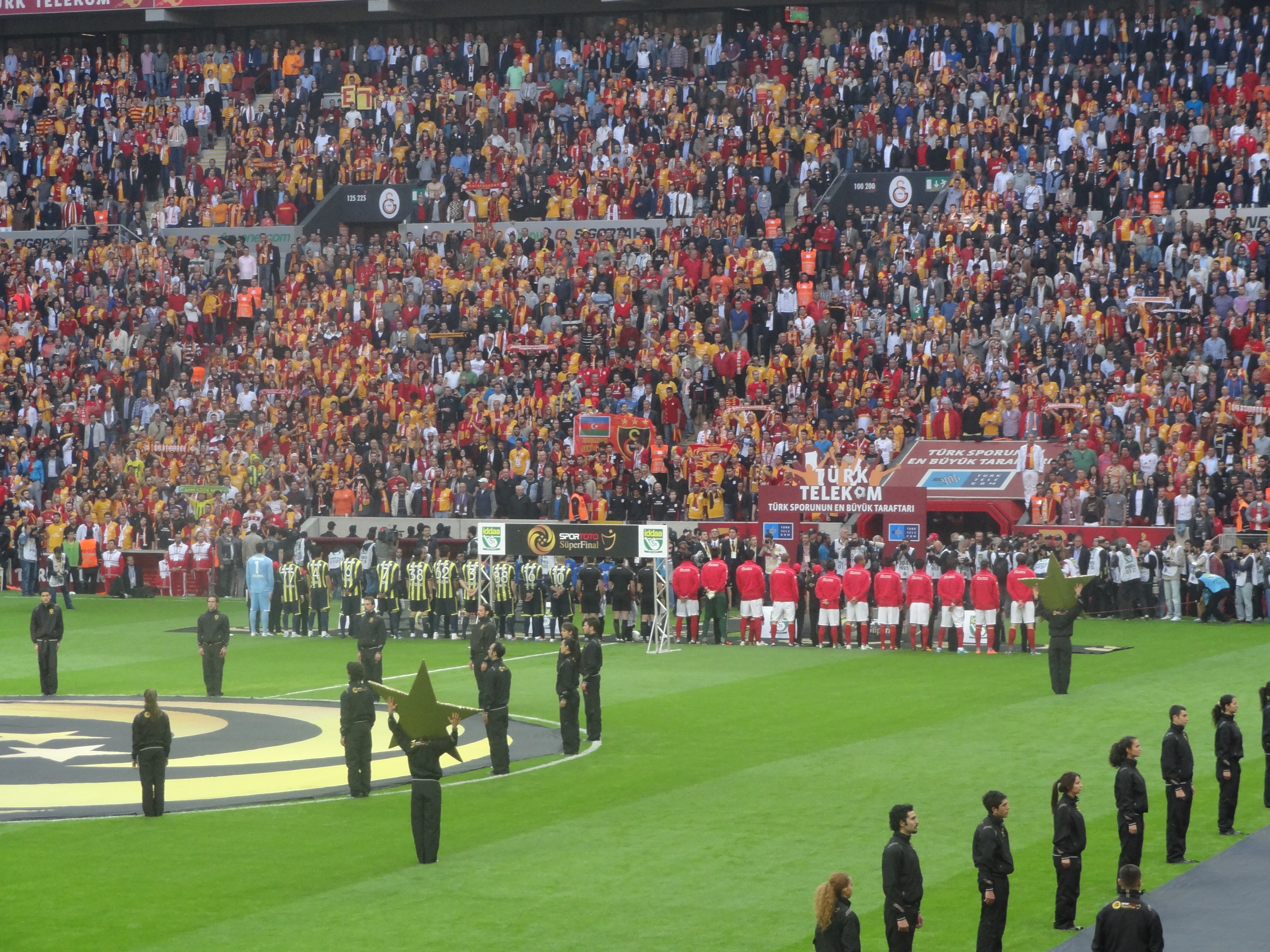
Ceremonia de la final de la Superliga 2011-12.

En 1956 se crea la Copa Federación con el fin de decidir a un único campeón nacional y representar a Turquía en la naciente Copa de Europa (hoy la Liga de Campeones de la UEFA). Beşiktaş JK ganó ese título dos veces. Pronto, la competición de copa fue sustituida por la Milli Liga.
La Milli Lig se jugó en 1959 y en sus inicios no contaba con sistema de descenso, hasta que en la temporada 1963-64 se cambia al actual sistema, cambia el nombre al de 1. Lig y, además, se empieza a disputar la 2. Lig.
La primera división ha recibido distintos nombres a lo largo de su historia: Milli Lig (Liga Nacional), Türkiye 1. Ligi (Primera Liga de Turquía) y 1. Süper Lig (Primera Super Liga). Entre 2005 y 2010 se adopta el nombre de Turkcell Süper Lig tras un acuerdo de patrocinio entre la Federación Turca de Fútbol y el operador de telefonía móvil Turkcell. Actualmente el campeonato es conocido como Spor Toto Süper Lig.

## Equipos participantes

### Temporada 2025/26
| Club                | Ciudad/Distrito       | Estadio                        | Aforo  |
| ------------------- | --------------------- | ------------------------------ | ------ |
| Alanyaspor          | Alanya                | Estadio Bahçeşehir Okulları    | 10 130 |
| Antalyaspor         | Antalya               | Estadio de Antalya             | 33 032 |
| Beşiktaş            | Estambul (Beşiktaş)   | Vodafone Park                  | 42 000 |
| Eyüpspor            | Estambul (Eyüp)       | Estadio Recep Tayyip Erdoğan   | 14 234 |
| Fatih Karagümrük    | Estambul (Fatih)      | Estadio Olímpico Atatürk       | 77 563 |
| Fenerbahçe          | Estambul (Kadıköy)    | Estadio Şükrü Saracoğlu        | 50 509 |
| Galatasaray         | Estambul (Şişli)      | Nef Stadium                    | 52 652 |
| Gaziantep FK        | Gaziantep             | Gaziantep Arena                | 33 502 |
| Gençlerbirliği      | Ankara                | Estadio Eryaman                | 20 560 |
| Göztepe             | Esmirna               | Estadio Gürsel Aksel           | 19 713 |
| İstanbul Başakşehir | Estambul (Başakşehir) | Estadio Başakşehir Fatih Terim | 17 801 |
| Kasımpaşa           | Estambul (Beyoğlu)    | Estadio Recep Tayyip Erdoğan   | 14 234 |
| Kayserispor         | Kayseri               | Estadio Kadir Has              | 32 864 |
| Kocaelispor         | İzmit                 | Estadio de Kocaeli             | 34 712 |
| Konyaspor           | Konya                 | Estadio Konya Büyükşehir       | 42 276 |
| Rizespor            | Rize                  | Estadio Atatürk de Rize        | 15 558 |
| Samsunspor          | Samsun                | Estadio de Samsun              | 39 919 |
| Trabzonspor         | Trebisonda            | Estadio Şenol Güneş            | 41 900 |

## Palmarés

### Títulos por año
Antes de que se conformarse la Liga Nacional en 1959, existieron varias ligas regionales. La liga de Estambul, fundada en 1904 y descontinuada en 1959, fue considerada la más prestigiosa de ellas.
| Temporada                            | Campeón             | Subcampeón          | Tercero             | Goleador                           | Club del Goleador del Torneo | Goles |
| ------------------------------------ | ------------------- | ------------------- | ------------------- | ---------------------------------- | ---------------------------- | ----- |
| Copa de la Federación Turca          |                     |                     |                     |                                    |                              |       |
| 1956–57                              | Beşiktaş            | Galatasaray         | Altay SK            | Nazmi Bilge                        | Beşiktaş                     | 8     |
| 1957–58                              | Beşiktaş            | Galatasaray         | Vefa SK             | Metin Oktay Lefter Küçükandonyadis | Galatasaray Fenerbahçe       | 10    |
| Liga Nacional de Turquía (Milli Lig) |                     |                     |                     |                                    |                              |       |
| 1959                                 | Fenerbahçe          | Galatasaray         | ---                 | Metin Oktay                        | Galatasaray                  | 11    |
| 1959–60                              | Beşiktaş            | Fenerbahçe          | Galatasaray         | Metin Oktay                        | Galatasaray                  | 33    |
| 1960–61                              | Fenerbahçe          | Galatasaray         | Beşiktaş            | Metin Oktay                        | Galatasaray                  | 36    |
| 1961–62                              | Galatasaray         | Fenerbahçe          | Beşiktaş            | Fikri Elma                         | Ankara Demirspor             | 21    |
| 1962–63                              | Galatasaray         | Beşiktaş            | Fenerbahçe          | Metin Oktay                        | Galatasaray SK               | 38    |
| Liga Nacional de Turquía (1. Lig)    |                     |                     |                     |                                    |                              |       |
| 1963–64                              | Fenerbahçe          | Beşiktaş            | Galatasaray         | Güven Önüt                         | Beşiktaş                     | 19    |
| 1964–65                              | Fenerbahçe          | Beşiktaş            | Galatasaray         | Metin Oktay                        | Galatasaray                  | 17    |
| 1965–66                              | Beşiktaş            | Galatasaray         | Gençlerbirliği      | Ertan Adatepe                      | Ankaragücü                   | 20    |
| 1966–67                              | Beşiktaş            | Fenerbahçe          | Galatasaray         | Ertan Adatepe                      | Ankaragücü                   | 18    |
| 1967–68                              | Fenerbahçe          | Beşiktaş            | Galatasaray         | Fevzi Zemzem                       | Göztepe SK                   | 19    |
| 1968–69                              | Galatasaray         | Eskişehirspor       | Beşiktaş            | Metin Oktay                        | Galatasaray                  | 17    |
| 1969–70                              | Fenerbahçe          | Eskişehirspor       | Altay SK            | Fethi Heper                        | Eskişehirspor                | 13    |
| 1970–71                              | Galatasaray         | Fenerbahçe          | Göztepe SK          | Ogün Altıparmak                    | Fenerbahçe                   | 16    |
| 1971–72                              | Galatasaray         | Eskişehirspor       | Fenerbahçe          | Fethi Heper                        | Eskişehirspor                | 20    |
| 1972–73                              | Galatasaray         | Fenerbahçe          | Eskişehirspor       | Osman Arpacıoğlu                   | Fenerbahçe                   | 16    |
| 1973–74                              | Fenerbahçe          | Beşiktaş            | Boluspor            | Cemil Turan                        | Fenerbahçe                   | 14    |
| 1974–75                              | Fenerbahçe          | Galatasaray         | Eskişehirspor       | Ömer Kaner                         | Eskişehirspor                | 14    |
| 1975–76                              | Trabzonspor         | Fenerbahçe          | Galatasaray         | Cemil Turan Ali Osman Renklibay    | Fenerbahçe Ankaragücü        | 17    |
| 1976–77                              | Trabzonspor         | Fenerbahçe          | Altay SK            | Necmi Perekli                      | Trabzonspor                  | 18    |
| 1977–78                              | Fenerbahçe          | Trabzonspor         | Galatasaray         | Cemil Turan                        | Fenerbahçe                   | 17    |
| 1978–79                              | Trabzonspor         | Galatasaray         | Fenerbahçe          | Özer Umdu                          | Adanaspor                    | 15    |
| 1979–80                              | Trabzonspor         | Fenerbahçe          | Zonguldakspor       | Mustafa Denizli Bahtiyar Yorulmaz  | Altay SK Bursaspor           | 12    |
| 1980–81                              | Trabzonspor         | Adanaspor           | Galatasaray         | Bora Öztürk                        | Adanaspor                    | 15    |
| 1981–82                              | Beşiktaş            | Trabzonspor         | Fenerbahçe          | Selçuk Yula                        | Fenerbahçe                   | 16    |
| 1982–83                              | Fenerbahçe          | Trabzonspor         | Galatasaray         | Selçuk Yula                        | Fenerbahçe                   | 19    |
| 1983–84                              | Trabzonspor         | Fenerbahçe          | Galatasaray         | Tarik Hodžić                       | Galatasaray                  | 16    |
| 1984–85                              | Fenerbahçe          | Beşiktaş            | Trabzonspor         | Aykut Yiğit                        | Sakaryaspor                  | 20    |
| 1985–86                              | Beşiktaş            | Galatasaray         | Samsunspor          | Tanju Çolak                        | Samsunspor                   | 33    |
| 1986–87                              | Galatasaray         | Beşiktaş            | Samsunspor          | Tanju Çolak                        | Samsunspor                   | 25    |
| 1987–88                              | Galatasaray         | Beşiktaş            | Malatyaspor         | Tanju Çolak                        | Galatasaray                  | 39    |
| 1988–89                              | Fenerbahçe          | Beşiktaş            | Galatasaray         | Aykut Kocaman                      | Fenerbahçe                   | 29    |
| 1989–90                              | Beşiktaş            | Fenerbahçe          | Trabzonspor         | Feyyaz Uçar                        | Beşiktaş                     | 28    |
| 1990–91                              | Beşiktaş            | Galatasaray         | Trabzonspor         | Tanju Çolak                        | Galatasaray                  | 31    |
| 1991–92                              | Beşiktaş            | Fenerbahçe          | Galatasaray         | Aykut Kocaman                      | Fenerbahçe                   | 25    |
| 1992–93                              | Galatasaray         | Beşiktaş            | Trabzonspor         | Tanju Çolak                        | Fenerbahçe                   | 27    |
| 1993–94                              | Galatasaray         | Fenerbahçe          | Trabzonspor         | Bülent Uygun                       | Fenerbahçe                   | 22    |
| 1994–95                              | Beşiktaş            | Trabzonspor         | Galatasaray         | Aykut Kocaman                      | Fenerbahçe                   | 27    |
| 1995–96                              | Fenerbahçe          | Trabzonspor         | Beşiktaş            | Shota Arveladze                    | Trabzonspor                  | 25    |
| 1996–97                              | Galatasaray         | Beşiktaş            | Fenerbahçe          | Hakan Şükür                        | Galatasaray                  | 38    |
| 1997–98                              | Galatasaray         | Fenerbahçe          | Trabzonspor         | Hakan Şükür                        | Galatasaray                  | 32    |
| 1998–99                              | Galatasaray         | Beşiktaş            | Fenerbahçe          | Hakan Şükür                        | Galatasaray                  | 19    |
| 1999–00                              | Galatasaray         | Beşiktaş            | Gaziantepspor       | Serkan Aykut                       | Samsunspor                   | 30    |
| 2000–01                              | Fenerbahçe          | Galatasaray         | Gaziantepspor       | Okan Yılmaz                        | Bursaspor                    | 23    |
| Superliga de Turquía                 |                     |                     |                     |                                    |                              |       |
| 2001–02                              | Galatasaray         | Fenerbahçe          | Beşiktaş            | Arif Erdem İlhan Mansız            | Galatasaray Beşiktaş         | 21    |
| 2002–03                              | Beşiktaş            | Galatasaray         | Gençlerbirliği      | Okan Yılmaz                        | Bursaspor                    | 24    |
| 2003–04                              | Fenerbahçe          | Trabzonspor         | Beşiktaş            | Zafer Biryol                       | Konyaspor                    | 25    |
| 2004–05                              | Fenerbahçe          | Trabzonspor         | Galatasaray         | Fatih Tekke                        | Trabzonspor                  | 31    |
| 2005–06                              | Galatasaray         | Fenerbahçe          | Beşiktaş            | Gökhan Ünal                        | Kayserispor                  | 25    |
| 2006–07                              | Fenerbahçe          | Beşiktaş            | Galatasaray         | Alex                               | Fenerbahçe                   | 19    |
| 2007–08                              | Galatasaray         | Fenerbahçe          | Beşiktaş            | Semih Şentürk                      | Fenerbahçe                   | 17    |
| 2008–09                              | Beşiktaş            | Sivasspor           | Trabzonspor         | Milan Baroš                        | Galatasaray                  | 20    |
| 2009–10                              | Bursaspor           | Fenerbahçe          | Galatasaray         | Ariza Makukula                     | Kayserispor                  | 21    |
| 2010–11                              | Fenerbahçe          | Trabzonspor         | Bursaspor           | Alex                               | Fenerbahçe                   | 28    |
| 2011–12                              | Galatasaray         | Fenerbahçe          | Trabzonspor         | Burak Yılmaz                       | Trabzonspor                  | 33    |
| 2012–13                              | Galatasaray         | Fenerbahçe          | Beşiktaş            | Burak Yılmaz                       | Galatasaray                  | 24    |
| 2013–14                              | Fenerbahçe          | Galatasaray         | Beşiktaş            | Aatif Chahechouhe                  | Sivasspor                    | 17    |
| 2014–15                              | Galatasaray         | Fenerbahçe          | Beşiktaş            | Fernandão                          | Bursaspor                    | 22    |
| 2015–16                              | Beşiktaş            | Fenerbahçe          | Konyaspor           | Mario Gómez                        | Beşiktaş                     | 26    |
| 2016–17                              | Beşiktaş            | İstanbul Başakşehir | Fenerbahçe          | Vágner Love                        | Alanyaspor                   | 23    |
| 2017–18                              | Galatasaray         | Fenerbahçe          | İstanbul Başakşehir | Bafétimbi Gomis                    | Galatasaray                  | 29    |
| 2018–19                              | Galatasaray         | İstanbul Başakşehir | Beşiktaş            | Mbaye Diagne                       | Galatasaray                  | 30    |
| 2019–20                              | İstanbul Başakşehir | Trabzonspor         | Beşiktaş            | Alexander Sørloth                  | Trabzonspor                  | 24    |
| 2020–21                              | Beşiktaş            | Galatasaray         | Fenerbahçe          | Aaron Boupendza                    | Hatayspor                    | 22    |
| 2021–22                              | Trabzonspor         | Fenerbahçe          | Konyaspor           | Umut Bozok                         | Kasımpaşa                    | 20    |
| 2022–23                              | Galatasaray         | Fenerbahçe          | Beşiktaş            | Enner Valencia                     | Fenerbahçe                   | 29    |
| 2023–24                              | Galatasaray         | Fenerbahçe          | Trabzonspor         | Mauro Icardi                       | Galatasaray                  | 25    |
| 2024-25                              | Galatasaray         | Fenerbahçe          | Samsunspor          | Victor Osimhen                     | Galatasaray                  | 26    |

### Más partidos disputados

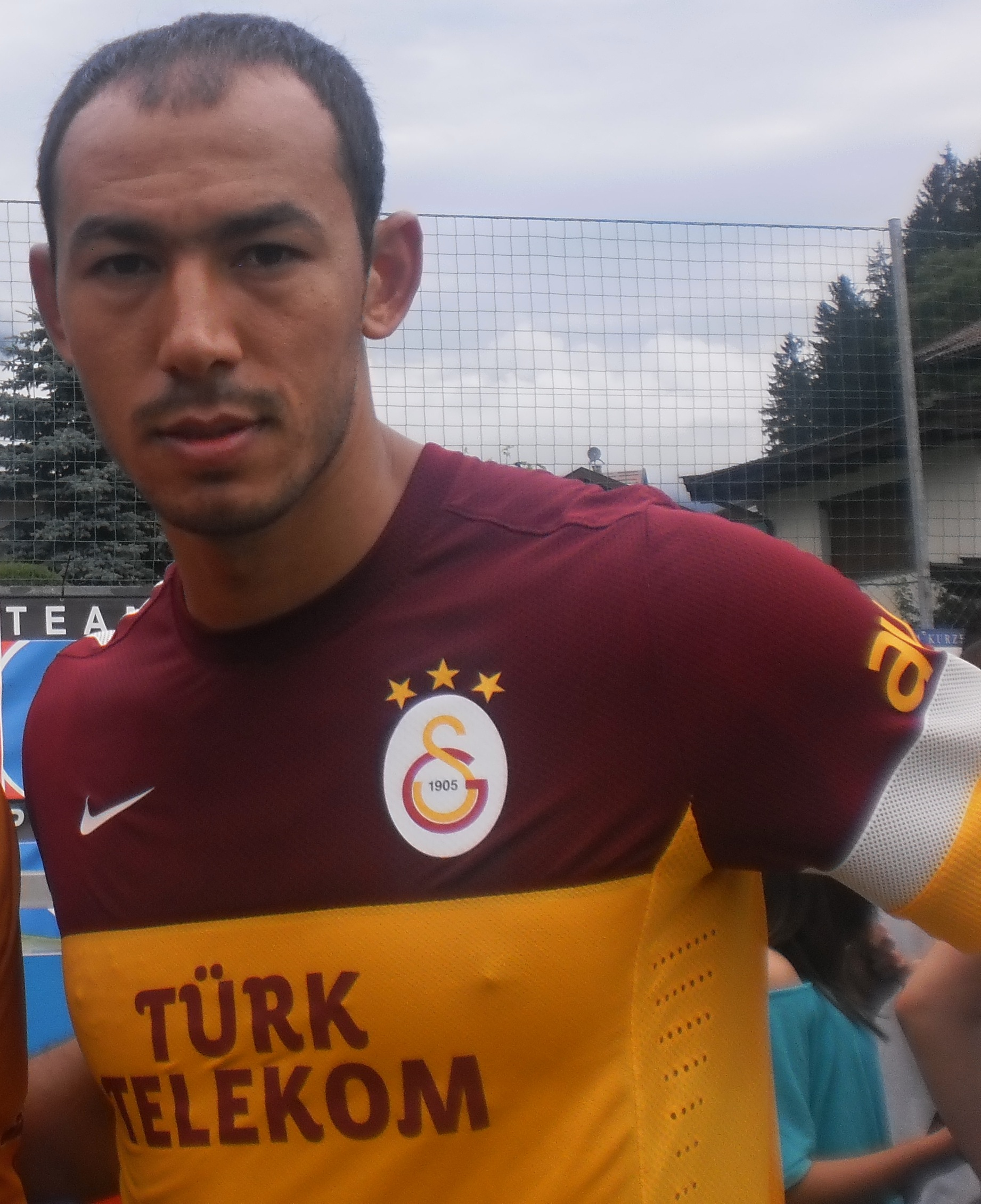
Umut Bulut, más presencias en la Superliga.

## Títulos por club
| Club                | Títulos | Subtítulos | Tercero | Años de los campeonatos |
| ------------------- | ------- | ---------- | ------- | --- |
| Galatasaray         | 25      | 13         | 16      | 1962, 1963, 1969, 1971, 1972, 1973, 1987, 1988, 1993, 1994, 1997, 1998, 1999, 2000, 2002, 2006, 2008, 2012, 2013, 2015, 2018, 2019, 2023, 2024, 2025 |
| Fenerbahçe          | 19      | 26         | 8       | 1959, 1961, 1964, 1965, 1968, 1970, 1974, 1975, 1978, 1983, 1985, 1989, 1996, 2001, 2004, 2005, 2007, 2011, 2014                                     |
| Beşiktaş            | 16      | 14         | 14      | 1957, 1958, 1960, 1966, 1967, 1982, 1986, 1990, 1991, 1992, 1995, 2003, 2009, 2016, 2017, 2021                                                       |
| Trabzonspor         | 7       | 9          | 9       | 1976, 1977, 1979, 1980, 1981, 1984, 2022 |
| İstanbul Başakşehir | 1       | 2          | 1       | 2020 |
| Bursaspor           | 1       | -          | 1       | 2010 |
| Eskişehirspor       | -       | 3          | 2       | --- |
| Adanaspor           | -       | 1          | -       | --- |
| Sivasspor           | -       | 1          | -       | --- |
| Altay SK            | -       | -          | 3       | --- |
| Samsunspor          | -       | -          | 3       | --- |
| Gaziantepspor       | -       | -          | 2       | --- |
| Gençlerbirliği      | -       | -          | 2       | --- |
| Vefa SK             | -       | -          | 2       | --- |
| Konyaspor           | -       | -          | 2       | --- |
| Boluspor            | -       | -          | 1       | --- |
| Göztepe SK          | -       | -          | 1       | --- |
| Malatyaspor         | -       | -          | 1       | --- |
| Zonguldakspor       | -       | -          | 1       | --- |

## Estadísticas de jugadores

### Máximos goleadores

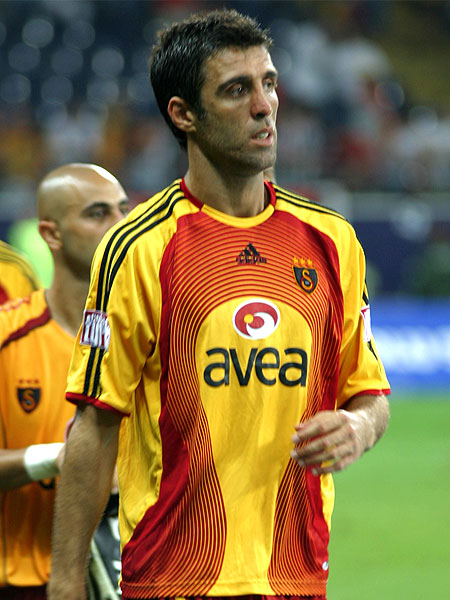
Hakan Şükür, máximo goleador en la historia de la Superliga.

| Pos. | Jugador        | Goles | PJ  | Promedio |
| ---- | -------------- | ----- | --- | -------- |
| 1    | Hakan Şükür    | 249   | 489 | 0.51     |
| 2    | Tanju Çolak    | 240   | 282 | 0.85     |
| 3    | Hami Mandıralı | 219   | 476 | 0.46     |
| 4    | Metin Oktay    | 217   | 246 | 0.81     |
| 5    | Aykut Kocaman  | 200   | 360 | 0.56     |
| 6    | Feyyaz Uçar    | 191   | 376 | 0.51     |
| 7    | Burak Yilmaz   | 190   | 366 | 0.58     |
| 8    | Serkan Aykut   | 188   | 336 | 0.56     |
| 9    | Umut Bulut     | 163   | 462 | 0.36     |
| 10   | Necati Ateş    | 138   | 363 | 0.38     |

### Más partidos disputados[2]
| Pos. | Jugador          | PJ  | Periodo              |
| ---- | ---------------- | --- | -------------------- |
| 1    | Umut Bulut       | 515 | 1999–2011, 2012–2021 |
| 2    | Oğuz Çetin       | 503 | 1981–2000            |
| 3    | Rıza Çalımbay    | 494 | 1980–1996            |
| 4    | Hakan Şükür      | 489 | 1987–2000, 2003–2008 |
| 5    | Hami Mandıralı   | 476 | 1984–1998, 1999–2003 |
| 6    | Kemal Yıldırım   | 475 | 1976–1995            |
| 7    | Mehmet Nas       | 447 | 1997–2014            |
| 8    | Recep Çetin      | 437 | 1984–2001            |
| 9    | Fernando Muslera | 431 | 2011–presente        |
| 10   | Müjdat Yetkiner  | 429 | 1979–1995            |

## Entrenadores campeones de la Superliga de Turquía

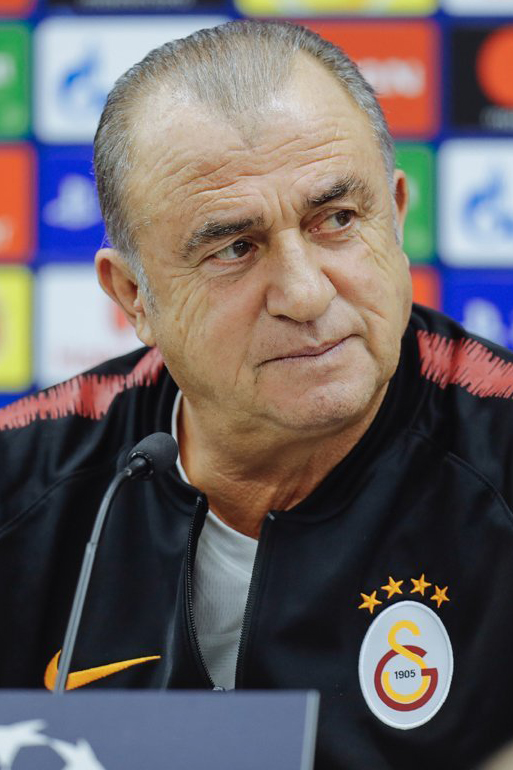
Fatih Terim ha conseguido 8 títulos con el Galatasaray.

- Entrenadores con al menos tres títulos en la Superliga.

| Técnico             | Títulos | Años campeón                                   |
| ------------------- | ------- | ---------------------------------------------- |
| Fatih Terim         | 8       | 1997, 1998, 1999, 2000, 2012, 2013, 2018, 2019 |
| Ahmet Suat Özyazıcı | 4       | 1976, 1977, 1980, 1984                         |
| Okan Buruk          | 4       | 2020, 2023, 2024, 2025                         |
| Brian Birch         | 3       | 1971, 1972, 1973                               |
| Gordon Milne        | 3       | 1990, 1991, 1992                               |
| Christoph Daum      | 3       | 1995, 2004, 2005                               |
| Mustafa Denizli     | 3       | 1988, 2001, 2009                               |

## Clasificación histórica
- Clasificación histórica desde la instauración del torneo en la temporada 1959, hasta finalizada la Superliga 2016-17, Besiktas JK, Fenerbahce, Galatasaray y Trabzonspor están actualizados hasta el 24 de enero de 2025. Se contabilizan tres puntos por victoria, uno por empate y cero por derrota.
- Sombreados los equipos que disputan la Superliga 2019-20.

| Pos. | Club                   | Temp. | PJ   | PG   | PE  | PP  | GF   | GC   | Dif.  | Puntos |
| ---- | ---------------------- | ----- | ---- | ---- | --- | --- | ---- | ---- | ----- | ------ |
| 1.   | Fenerbahçe             | 65    | 2083 | 1211 | 525 | 347 | 3829 | 1870 | +1959 | 4158   |
| 2.   | Galatasaray            | 65    | 2083 | 1196 | 511 | 376 | 3741 | 1876 | +1865 | 4099   |
| 3.   | Beşiktaş               | 65    | 2083 | 1140 | 558 | 385 | 3490 | 1838 | +1652 | 3978   |
| 4.   | Trabzonspor            | 51    | 1705 | 849  | 462 | 394 | 2678 | 1699 | +979  | 3009   |
| 5.   | Bursaspor              | 50    | 1644 | 572  | 473 | 599 | 1966 | 1998 | -32   | 2189   |
| 6.   | Gençlerbirliği         | 46    | 1537 | 514  | 458 | 565 | 1941 | 2007 | -66   | 2000   |
| 7.   | MKE Ankaragücü         | 49    | 1596 | 509  | 467 | 620 | 1848 | 2118 | -270  | 1994   |
| 8.   | Altay Izmir            | 41    | 1326 | 413  | 413 | 500 | 1415 | 1610 | -195  | 1652   |
| 9.   | Gaziantepspor          | 31    | 994  | 359  | 260 | 375 | 1218 | 1318 | -100  | 1337   |
| 10.  | Eskişehirspor          | 30    | 978  | 334  | 302 | 332 | 1111 | 1094 | +17   | 1304   |
| 11.  | Samsunspor             | 30    | 986  | 319  | 256 | 411 | 1113 | 1325 | -212  | 1213   |
| 12.  | Göztepe                | 26    | 838  | 262  | 263 | 313 | 888  | 981  | -93   | 1049   |
| 13.  | Antalyaspor            | 23    | 784  | 251  | 200 | 333 | 934  | 1141 | -207  | 953    |
| 14.  | İstanbulspor           | 23    | 756  | 237  | 229 | 290 | 865  | 945  | -80   | 940    |
| 15.  | Kayserispor            | 23    | 764  | 232  | 215 | 317 | 886  | 1070 | -184  | 914    |
| 16.  | Kocaelispor            | 20    | 674  | 222  | 189 | 263 | 846  | 927  | -81   | 855    |
| 17.  | Adanaspor              | 22    | 670  | 196  | 206 | 268 | 738  | 897  | -159  | 794    |
| 18.  | Boluspor               | 20    | 638  | 192  | 215 | 231 | 637  | 719  | -82   | 791    |
| 19.  | Denizlispor            | 19    | 654  | 202  | 174 | 278 | 806  | 932  | -126  | 780    |
| 20.  | Çaykur Rizespor        | 19    | 614  | 192  | 150 | 272 | 687  | 875  | -188  | 726    |
| 21.  | Konyaspor              | 17    | 568  | 179  | 157 | 232 | 675  | 837  | -162  | 694    |
| 22.  | Kasımpaşa              | 15    | 530  | 154  | 149 | 179 | 623  | 795  | -172  | 611    |
| 23.  | Sivasspor              | 12    | 448  | 163  | 118 | 167 | 610  | 634  | -24   | 607    |
| 24.  | Estambul Başakşehir FK | 11    | 380  | 168  | 97  | 115 | 546  | 444  | +102  | 601    |
| 25.  | Karşıyaka SK           | 16    | 528  | 152  | 141 | 232 | 533  | 750  | -217  | 597    |
| 26.  | Adana Demirspor        | 17    | 550  | 146  | 157 | 247 | 514  | 773  | -259  | 595    |
| 27.  | Sarıyer SK             | 13    | 436  | 148  | 135 | 153 | 553  | 551  | +2    | 579    |
| 28.  | Zonguldakspor          | 14    | 454  | 135  | 148 | 171 | 425  | 484  | -59   | 553    |
| 29.  | Mersin İdman Yurdu     | 15    | 472  | 136  | 134 | 202 | 446  | 556  | -110  | 542    |
| 30.  | Malatyaspor            | 11    | 384  | 134  | 102 | 148 | 507  | 544  | -37   | 513    |
| 31.  | Ankara Demirspor       | 13    | 418  | 116  | 153 | 149 | 447  | 509  | -62   | 501    |
| 32.  | Vefa                   | 14    | 422  | 110  | 143 | 169 | 364  | 514  | -150  | 473    |
| 33.  | Sakaryaspor            | 11    | 380  | 114  | 89  | 177 | 452  | 586  | -134  | 431    |
| 34.  | Türk Telekomspor       | 12    | 374  | 94   | 134 | 146 | 343  | 452  | -109  | 416    |
| 35.  | Orduspor               | 11    | 352  | 102  | 102 | 148 | 0    | 430  | -282  | 408    |
| 36.  | Izmirspor              | 10    | 326  | 93   | 110 | 123 | 313  | 386  | -73   | 389    |
| 37.  | Diyarbakırspor         | 11    | 362  | 91   | 84  | 187 | 331  | 569  | -238  | 357    |
| 38.  | Kardemir Karabükspor   | 10    | 336  | 96   | 68  | 172 | 361  | 571  | -210  | 356    |
| 39.  | Feriköy SK             | 9     | 292  | 88   | 86  | 118 | 257  | 312  | -55   | 350    |
| 40.  | Osmanlıspor FK         | 9     | 306  | 84   | 87  | 135 | 348  | 460  | -112  | 339    |
| 41.  | Altınordu Izmir        | 10    | 322  | 80   | 98  | 144 | 298  | 435  | -137  | 338    |
| 42.  | Ankara Şekerspor       | 10    | 320  | 73   | 100 | 137 | 309  | 481  | -172  | 319    |
| 43.  | Beykozspor             | 8     | 264  | 72   | 94  | 98  | 263  | 315  | -52   | 310    |
| 44.  | Akhisar Belediyespor   | 7     | 238  | 74   | 65  | 99  | 286  | 340  | -54   | 287    |
| 45.  | Keçiörengücü           | 8     | 252  | 67   | 76  | 109 | 243  | 243  | 0     | 277    |
| 46.  | Manisaspor             | 6     | 204  | 58   | 49  | 97  | 242  | 306  | -64   | 223    |
| 47.  | Fatih Karagümrük SK    | 6     | 182  | 53   | 51  | 78  | 207  | 236  | -29   | 157    |
| 48.  | Giresunspor            | 6     | 180  | 47   | 57  | 76  | 156  | 209  | -53   | 151    |
| 49.  | Zeytinburnuspor        | 5     | 162  | 36   | 37  | 89  | 159  | 290  | -131  | 145    |
| 50.  | Kayseri Erciyesspor    | 4     | 136  | 33   | 42  | 61  | 142  | 208  | -66   | 141    |
| 51.  | Vanspor                | 4     | 136  | 34   | 33  | 69  | 127  | 220  | -93   | 135    |
| 52.  | Elazığspor             | 4     | 136  | 35   | 41  | 70  | 146  | 246  | -100  | 133    |
| 53.  | Dardanelspor           | 3     | 102  | 28   | 25  | 49  | 107  | 154  | -47   | 109    |
| 54.  | Bakırköyspor           | 3     | 90   | 28   | 20  | 42  | 131  | 135  | -4    | 105    |
| 55.  | Aydınspor              | 3     | 90   | 26   | 27  | 37  | 105  | 140  | -35   | 105    |
| 56.  | Alanyaspor             | 3     | 102  | 35   | 18  | 50  | 146  | 167  | -21   | 104    |
| 57.  | Erzurumspor            | 3     | 102  | 25   | 23  | 54  | 116  | 205  | -89   | 98     |
| 58.  | Yeni Malatyaspor       | 2     | 68   | 24   | 18  | 26  | 85   | 91   | -6    | 90     |
| 59.  | Yozgatspor             | 2     | 68   | 19   | 19  | 30  | 101  | 113  | -12   | 76     |
| 60.  | Hacettepe SK           | 2     | 68   | 15   | 17  | 36  | 54   | 99   | -45   | 62     |
| 61.  | Akçaabat Sebatspor     | 2     | 68   | 14   | 19  | 35  | 85   | 131  | -46   | 61     |
| 62.  | Balıkesirspor          | 2     | 64   | 15   | 16  | 33  | 66   | 108  | -42   | 52     |
| 63.  | Beyoğluspor            | 2     | 54   | 13   | 17  | 24  | 49   | 72   | -23   | 43     |
| 64.  | Yeşildirekspor         | 2     | 58   | 13   | 16  | 29  | 51   | 94   | -43   | 42     |
| 65.  | Erzurum BB             | 1     | 34   | 8    | 11  | 15  | 36   | 43   | -7    | 35     |
| 66.  | Adalet SK              | 2     | 52   | 10   | 15  | 27  | 38   | 69   | -31   | 35     |
| 67.  | Petrol Ofisi SK        | 1     | 34   | 8    | 5   | 21  | 38   | 73   | -35   | 29     |
| 68.  | Bucaspor               | 1     | 34   | 6    | 8   | 20  | 37   | 65   | -28   | 26     |
| 69.  | Siirtspor              | 1     | 34   | 6    | 6   | 22  | 47   | 81   | -34   | 24     |
| 70.  | Kahramanmaraşspor      | 1     | 36   | 4    | 11  | 21  | 22   | 71   | -49   | 23     |
| 71.  | MKE Kırıkkalespor      | 1     | 30   | 5    | 8   | 17  | 21   | 64   | -43   | 18     |
| 72.  | Gaziantep FK           | 1     | 0    | 0    | 0   | 0   | 0    | 0    | 0     | 0      |